# High Wide & Handsome: The Charlie Poole Project
High Wide & Handsome: The Charlie Poole Project è il ventesimo album in studio del cantautore statunitense Loudon Wainwright III. L'album, un doppio CD pubblicato il 18 agosto 2009, su 2nd Story Sound, rende omaggio al cantante e raccoglitore di banjo Charlie Poole (1892-1931). Contiene 30 tracce, incluse nuove versioni di canzoni rese popolari da Poole dal 1925 al 1930, così come canzoni originali sulla turbolenta vita di Poole di Wainwright e del produttore Dick Connette.
Più di 25 artisti hanno contribuito all'album, inclusi i figli di Wainwright, Rufus Wainwright, Martha Wainwright e Lucy Wainwright Roche, tutti cantautori a pieno titolo; sua sorella, la cantautrice Sloan Wainwright; Maggie, Suzzy e Terre Roche dei Roches; Gabriel Kahane al pianoforte; Chris Thile, mandolinista e cantante; e Geoff Muldaur, uno dei membri fondatori del gruppo degli anni '60 Jim Kweskin Jug Band.
L'album ha vinto il Grammy Award 2010 per il miglior album folk tradizionale.

## Tracce

### Disco 1
1. High Wide & Handsome – 2:53 (Loudon Wainwright III)
2. Took My Gal out Walkin' (featuring Martha Wainwright) – 2:34
3. I'm the Man Who Rode the Mule Around the World – 3:35 (Traditional)
4. My Mother and My Sweetheart – 3:13 (E.P. Moran/J. Fred Helf)
5. Bill Mason's Bride (featuring Chris Thile) – 3:00 (Bret Harte)
6. Goodbye Booze – 2:56 (Jean Havez)
7. Old Ballyhoo – 2:03 (Dick Connette)
8. Little Waterloo – 3:00 (Dick Connette)
9. I'm Glad I'm Married (featuring Dick Connette) – 3:31 (Jack Norworth/Albert Von Tilzer)
10. Mother's Last Farewell Kiss – 4:48
11. Acres of Diamonds – 2:54 (Dick Connette)
12. Way Up in NYC – 4:10 (Loudon Wainwright III/Dick Connette)
13. If I Lose – 4:02 (Traditional)
14. The Great Reaping Day (Chaim Tannenbaum) – 2:50 (R. E. Winsett)
15. Where the Whippoorwill Is Whispering Goodnight – 3:25 (Rufe K. Stanley)

### Disco 2
1. The Man in the Moon (Maggie Roche) – 2:33 (Loudon Wainwright III/Dick Connette)
2. The Deal (featuring Chris Thile) – 4:11 (Traditional)
3. No Knees – 2:23 (Loudon Wainwright III)
4. Moving Day – 2:38 (Andrew B. Sterling/Harry Von Tilzer)
5. Old and Only in the Way (featuring Rufus Wainwright & Martha Wainwright) – 3:51
6. Ragtime Annie (Rob Moose, Dana Lyn & Chris Thile) – 3:39 (Traditional)
7. Sweet Sunny South – 2:43
8. The Letter That Never Came – 3:09 (Paul Dresser/Max Sturm)
9. Awful Hungry Hash House (Traditional) – 4:32
10. Rowena – 2:34 (Loudon Wainwright III/Dick Connette)
11. Didn't He Ramble – 3:59 (Will Handy)
12. Ramblin' Blues (featuring Sloan Wainwright) – 4:00 (W. C. Handy)
13. Charlie's Last Song – 5:07 (Loudon Wainwright III/Dick Connette)
14. Beautiful (featuring Lucy Wainwright Roche) – 4:01 (Barney E. Warren)
15. High Wide & Handsome (Reprise) – 2:08 (Loudon Wainwright III)